# Los 40 (Nicaragua)
Los 40 (estilizado como LOS40) fue una estación radial nicaragüense de origen español, con una temática dedicada a la música actual en español e inglés. Pertenece a Prisa Radio, propietaria de emisoras en varios países de Hispanoamérica y en España, país original de Los 40.
Empezó a emitir en Managua, desde el 2 de enero de 2017 en la frecuencia FM 93.1, en sustitución de "La Buenísima".
Posteriormente a finales del 2018 dejó de transmitir y la frecuencia volvió a transmitir la programación de "La Buenísima".